# Llengües d'oïl
Les llengües d'oïl (llengua en què oïl vol dir 'sí') és una família de llengües romàniques originades en territoris de l'actual França septentrional, part de Bèlgica, de Suïssa, i les illes Anglonormandes, al canal de la Mànega.
Cal distingir entre dos usos del terme:
1. Langue d'oïl és una expressió del francès antic que es tradueix com a 'llengua d'oíl' (oïl significa 'sí' en francès antic). En aquest sentit, seria una llengua del grup de llengües romàniques parlades al nord de França. A partir de la segona meitat del segle xx, hi ha una tendència a usar l'expressió en plural per a distingir una llengua concreta aïllada del grup lingüístic com un tot.
2. El terme langue d'oïl també es pot usar en un sentit històric per referir-se a l'antic francès, per diferenciar-lo de l'altra gran llengua gal·loromànica, l'occità o llengua d'oc, ja que oïl i oc són les paraules per a sí en les respectives llengües. El llatí vulgar va desenvolupar diferents mètodes per assentir: hoc ille per la langue d'oïl i hoc per la langue d'oc. El subsegüent desenvolupament d'"oïl" a "oui" es va realitzar en el francès modern.

## Aspectes històrics, socials i culturals

### Història
La llengua referida habitualment com francès estàndard és una llengua d'oïl, però els territoris de l'actual França continental han inclòs durant segles grans grups de parlants de llengües d'oïl diferents del francès, així com parlants d'altres llengües romàniques (arpità, occità-gascó, català) i no romàniques (basc, bretó, flamenc occidental i alsacià).

Límits actuals i històrics de les llengües d'oïl

Encara que els diferents estàndards literaris de les llengües d'oïl en l'edat mitjana podrien haver evolucionat a una situació en la qual cada llengua mantingués el seu estatus al territori en què era parlada, la centralització del Regne de França i la seva influència fins i tot fora de les seves fronteres va tenir l'efecte d'enviar la majoria de les diverses llengües d'oïl a la foscor durant diversos segles. Hi ha dues teories principals per a explicar la preeminència del francès estàndard.

### La teoria franciana (francien)
Afirma que el francià (francien), la llengua d'oïl de la regió de París i, per tant, de la cort francesa, es va imposar simplement com a llengua oficial en tot el territori del regne perquè era la llengua del rei. Aquest francià esdevingué la base de la llengua francesa moderna amb el pas del temps. L'evidència lingüística suggereix rebutjar aquesta idea, encara que és citada sovint en llibres de divulgació científica.

### La teoria de lalingua franca
La majoria dels lingüistes que treballen en el tema tendeixen a presentar varietats de la teoria següent: el francès imposat per l'edicte de Villers-Cotterêts per a reemplaçar el llatí no era una varietat particular de les llengües d'oïl, sinó una llengua administrativa generalitzada, obtinguda a força d'eliminar característiques regionals i que era comprensible per a tots, això és, una lingua franca.
Es creu que aquesta llengua no estava prevista com a llengua estatal, sinó simplement com una llengua de cancelleria per a temes legals i administratius. No obstant això, el desenvolupament d'una literatura en aquesta nova llengua va animar els escriptors a usar francès més que les seves pròpies llengües regionals. Això va portar al declivi de la literatura en llengües vernacles.
Abans de la Primera Guerra Mundial, el francès estàndard no era la llengua primària dels francesos, ho eren les llengües regionals, que eren les més usades a casa i en l'àmbit rural. Aquest també era el cas per a les llengües d'oïl diferents del francès estàndard.

## Literatura
A resguard de la influència de la literatura francesa, ha sobreviscut una petita literatura en altres llengües d'oïl. El teatre està ben representat en picard i poiteví-saintongès; la literatura oral (contes) està especialment viva en gal·ló (o gal, no confondre amb la llengua cèltica) per exemple, mentre que la literatura en normand i en való, especialment la del segle xix, tendeixen a tenir el seu punt fort en poesia i textos escrits.

## Ús i distribució
A part del francès, llengua oficial en molts països, les llengües d'oïl estan en una situació bastant precària. Actualment, el való, el picard, el lorrain (sota el nom local del gaumais) i el champenois tenen estatus de llengües endògenes de Valònia.
Les llengües de les illes Anglonormandes (jerseiès, guernseiès i sercquiès) tenen una certa protecció sota els seus respectius governs i dins de marc que té el British-Irish Council per a llengües regionals i menys usades.
El govern francès reconeix les llengües d'oïl com a "llengües de França", però la constitució li impedeix signar la Carta Europea de les Llengües Regionals o Minoritàries. Segons la llista establerta sobre la base de l'informe d'abril del 1999 del professor Bernard Cerquiglini són:
- Borgonyó-morvandià.
- Xampanyès.
- Franc-comtès.
- Francès.
- Gal·ló.
- Berrichon
- Lorenès.
- Angevin-mayennès.
- Normand.
- Picard.
- Poiteví-saintongès.
- Való.

## Influències
L'anglès ha estat molt influït pel seu contacte amb el normand després de la conquesta normanda, i molt del vocabulari adoptat mostra característiques típiques d'aquesta llengua d'oïl. Per altra banda, el francès parlat a Bèlgica mostra alguna influència del való.
Les llengües d'oïl han estat influïdes més o menys per les llengües natives de les tribus germàniques que les van conquerir, principalment dels francs.
El desenvolupament del francès a Amèrica del Nord va ser influït per les parles dels colonitzadors, que en la seva majoria eren del nord-oest de França, i que van introduir característiques de les llengües d'oïl en les varietats de francès que parlaven.

## Classificació

### Varietats regionals
En aquesta llista, s'hi representa la teoria franciana, així com s'ha explicat més amunt:
- Angevin-mayennès
- Berrichon
- Borgonyó-morvandià
- Xampanyès
- Franc-comtès
- Francià
  - Francès
    - Francès del Canadà
      - Francès de Quebec
        - Joual

      - Francès d'Acàdia
        - Francès cajun
- Gal·ló (Alta Bretanya)
- Lorenès
- Normand
  - Anglonormand (†)
  - Dgèrnésiais (parlat a Guernsey)
  - Jèrriais (parlat a Jersey)
- Picard
- Poiteví-saintongès
- Való

### Llengües criolles derivades del francès
Diverses llengües criolles i pidgins s'han format amb base en el francès i de vegades s'inclouen entre les llengües d'oïl.
- chiac (també amb base en l'anglès)
- Crioll haitià
- Michif